# Амато
Ама̀то (на италиански: Amato, на местен диалект Amàtu, Амату) е село и община в Южна Италия, провинция Катандзаро, регион Калабрия. Разположено е на 480 m надморска височина. Населението на общината е 825 души (към 2012 г.).
В това село е живяло албанско общество, наречено арбъреши. Те са се заселили в този район между XV и XVIII век като бежанци от османското владичество. Село Амато е част от етнографическия район Арберия.